# IAAF World Challenge
Il IAAF World Challenge (o semplicemente World Challenge) è stato un circuito di meeting di atletica leggera istituito dalla IAAF a partire dal 2010, anno della creazione della Diamond League, di cui il World Challenge costituiva il livello immediatamente inferiore.
Nel 2020 il World Challenge è stato sostituito da un nuovo circuito di meeting denominato World Athletics Continental Tour.

## Meeting
| Meeting                                     | Città             | Nazione       | 2010 | 2011 | 2012 | 2013 | 2014 | 2015 | 2016 | 2017 | 2018 | 2019 | Edizioni |
| ------------------------------------------- | ----------------- | ------------- | ---- | ---- | ---- | ---- | ---- | ---- | ---- | ---- | ---- | ---- | -------- |
| ISTAF Berlin                                | Berlino           | Germania      | X    | X    | X    | X    | X    | X    | X    | X    | X    | X    | 10       |
| FBK Games                                   | Hengelo           | Paesi Bassi   | X    | X    | X    | X    | X    | X    | X    | X    | X    | X    | 10       |
| Golden Spike Ostrava                        | Ostrava           | Rep. Ceca     | X    | X    | X    | X    | X    | X    | X    | X    | X    | X    | 10       |
| Hanžeković Memorial                         | Zagabria          | Croazia       | X    | X    | X    | X    | X    | X    | X    | X    | X    | X    | 10       |
| Grande Prêmio Brasil de Atletismo           | Bragança Paulista | Brasile       | X    | X    | X    | X    | X    | -    | X    | X    | X    | X    | 9        |
| Golden Grand Prix                           | Kawasaki          | Giappone      | -    | X    | X    | X    | X    | X    | X    | X    | X    | X    | 9        |
| Meeting de Atletismo Madrid                 | Madrid            | Spagna        | X    | X    | X    | X    | X    | X    | X    | X    | X    | -    | 9        |
| Jamaica International Invitational          | Kingston          | Giamaica      | -    | X    | X    | X    | X    | X    | X    | X    | X    | -    | 8        |
| Melbourne Track Classic                     | Melbourne         | Australia     | X    | X    | X    | X    | X    | X    | X    | -    | -    | -    | 7        |
| Meeting international Mohammed VI           | Rabat             | Marocco       | X    | X    | X    | X    | X    | X    | -    | -    | -    | -    | 6        |
| Rieti Meeting                               | Rieti             | Italia        | X    | X    | X    | X    | X    | X    | -    | -    | -    | -    | 6        |
| Meeting international d'athlétisme de Dakar | Dakar             | Senegal       | X    | X    | -    | X    | -    | X    | X    | -    | -    | -    | 5        |
| IAAF World Challenge Beijing                | Pechino           | Cina          | -    | -    | -    | X    | X    | X    | X    | -    | -    | -    | 4        |
| Ponce Grand Prix de Atletismo               | Ponce             | Porto Rico    | -    | -    | X    | X    | X    | X    | -    | -    | -    | -    | 4        |
| Colorful Daegu Championships Meeting        | Taegu             | Corea del Sud | X    | X    | X    | -    | -    | -    | -    | -    | -    | -    | 3        |
| Paavo Nurmi Games                           | Turku             | Finlandia     | -    | -    | -    | -    | -    | -    | -    | X    | X    | X    | 3        |
| Moscow Challenge                            | Mosca             | Russia        | -    | -    | X    | X    | -    | -    | -    | -    | -    | -    | 2        |
| Znamensky Memorial                          | Žukovskij         | Russia        | X    | X    | -    | -    | -    | -    | -    | -    | -    | -    | 2        |
| Osaka Grand Prix                            | Osaka             | Giappone      | X    | -    | -    | -    | -    | -    | -    | -    | -    | -    | 1        |
| Nanjing World Challenge                     | Nanchino          | Cina          | -    | -    | -    | -    | -    | -    | -    | -    | -    | X    | 1        |